# Crypsiphila atmophanes
Crypsiphila atmophanes là một loài bướm đêm trong họ Geometridae.